# Aşağı Daşarx
Aşağı Daşarx è un comune della Repubblica Autonoma di Naxçıvan, un'exclave dell'Azerbaigian, situato nel distretto di Şərur.
Il villaggio si trova in pianura, sul lato sinistro dell'autostrada Naxçıvan-Sədərək, a 14 km dal centro del distretto. La sua popolazione è impegnata soprattutto nella coltivazione di barbabietole e ortaggi. Vi sono presenti una scuola secondaria, la biblioteca, club e un centro medico. Ha una popolazione di 663 abitanti.